# Kulb
Koordinaten: 21° 4′ N, 30° 40′ O
Kulb ist ein Dorf am Nil im Norden des Sudan in einer Umgebung, die seit der Zeit des christlichen Reiches von Makuria bis heute bewohnt ist. Bis ins 15. Jahrhundert war das abgelegene Gebiet, während sich der Islam nach Süden ausbreitete, ein Rückzugsort für Christen in Nubien. Die Kuppelkirche von Kulb West ist das einzige bekannte Beispiel eines christlichen Zentralbaus in Unternubien.

## Lage
Kulb liegt etwa 130 Kilometer südwestlich von Wadi Halfa und etwas nördlich des Dal-Katarakts, der sich zwischen dem 2. und 3. Katarakt befindet. Die beiden Ortsteile, die sich am linken (westlichen) und rechten Nilufer gegenüberliegen, werden als Kulb West und entsprechend Kulb East bezeichnet. Dazwischen liegt die etwa ein Kilometer lange Insel Kulubnarti („Insel von Kulb“). Die Landschaft um Kulb wird Butn el-Hajar („Bauch der Steine“) genannt. Wegen dieses bis zu 400 Meter aus der Ebene aufragenden, schroffen und kargen Felsgebiets verläuft die Asphaltstraße zwischen Abri und Wadi Halfa nördlich von Kulb East in einem größeren Abstand im Osten des Flusses.

## Geschichte
In altägyptischer Zeit war Kulb der südlichste Punkt, bis zu dem Metallschürfer des Pharaonenreichs auf der Suche nach Kupfererz und Gold vordrangen. Während der 4. und 5. Dynastie bauten die Ägypter im nördlich gelegenen Wadi Allaqi große Mengen Kupfer ab. Felsinschriften weisen Kulb als Gebiet für Goldschürfer aus und benennen zwei Funktionsträger: einen „Aufseher der Metallsucher“ (lmy-r smntyw) und einen „Schreiber der Metallsucher“ (sš smntyw). Sie waren offensichtlich für das Einsammeln des Goldes zuständig; ihre Titel zeigen, dass die Rohstoffsuche in Nubien als Staatsunternehmen organisiert war.
Ab der römischen Zeit trennten die Granitbergketten von Butn el-Hajar das kulturell stärker unter ägyptischen Einfluss gekommene Unternubien vom südlichen Obernubien.
Die Insel Kulubnarti war seit etwa 1100 n. Chr. besiedelt und diente bis zum Untergang des christlichen Reiches von Makuria als Rückzugsort für Christen in Nubien. Die Festung von Kulb bestand möglicherweise bereits vor dieser Zeit und war bis in die Gegenwart bewohnt.

## Forschungsgeschichte
Die ersten Skizzen der Kuppelkirche fertigte Anfang des 20. Jahrhunderts der englische Ägyptologe Somers Clarke an. Er veröffentlichte sie 1912 in dem Band Christian Antiquities in the Nile Valley. Im März 1964 untersuchten und vermaßen Friedrich Wilhelm Deichmann, Erich Dinkler, Peter Grossmann und andere Mitglieder des Deutschen Archäologischen Instituts während einer kurzen Reise durch Unternubien die Kirche. 1969 und 1979 führte William Yewdale Adams im Auftrag der University of Kentucky umfangreiche Ausgrabungen auf der Insel und auf dem angrenzenden Festland durch. Im Januar/Februar 1967 kamen Erich Dinkler und Peter Grossmann zu einer Sondierung in das südliche Gebiet des Butn el-Hajar. Daraufhin folgten in den Jahren 1968 und 1969 zwei Grabungskampagnen in Kulb und auf den beiden nördlich gelegenen Inseln Sunnarti und Turmuki. In Kulb wurden die Umfassungsmauer der Festung und die innerhalb liegenden Gebäudereste freigelegt. Die Kuppelkirche wurde Anfang 1968 unter der Leitung von James Knudstad ausgegraben. Der Zeitraum der Grabungsfunde im Forschungsgebiet erstreckt sich von der vorgeschichtlichen Kultur der A-Gruppe bis in die islamische Zeit.

## Kuppelkirche
Der ungewöhnliche Zentralbau wurde bereits von Somers Clarke und Ugo Monneret de Villard in den 1930er Jahren als einzigartig erkannt. Er bedeckte eine rechteckige Grundfläche von etwa 14 × 8,5 Metern. Im Unterschied zu den meisten nubischen Kirchen besaß das Gebäude in den Mitten der Längsseiten hinausgebaute rechteckige Nischen. Die beiden Eingänge befanden sich in den Längswänden jeweils westlich anschließend. Hinter dem U-förmigen Altarraum (Apsis) im Osten verband ein schmaler Umgang die beiden seitlichen Apsisnebenräume, die symmetrisch angeordnet, jeweils durch eine Tür vom Naos zu betreten waren. Entlang der Westwand gab es ebenfalls eine Unterteilung in drei annähernd gleich große Räume. Im südlichen Nebenraum führte eine dreiläufige Treppe mit zwei Viertelpodesten um einen Pfeiler herum auf das Dach. In den 1960er Jahren standen der zentrale Teil der Nordwand und die südliche Hälfte der Apsis bis zum Ansatz des Gewölbes aufrecht, die westliche Außenwand war vollständig eingestürzt. Sie dürfte genauso wie die Ostwand geschlossen gewesen sein.
Das gesamte Gebäude bestand aus Lehmziegeln mit nur einer Schicht aus groben Steinen auf Bodenniveau. In den Wandnischen der Nord- und Südseite sowie in der Ostwand gab es im oberen Bereich paarweise angeordnete Schlitzfenster. Eine weitere Schlitzöffnung verband den nordwestlichen Nebenraum mit dem Naos. In der Südostecke fanden sich Reste von Wandmalereien.
Über dem Naos wölbte sich mit einem Innendurchmesser von 7,3 Metern die größte kreisrunde Kuppel Nubiens. Den einzigen Vergleich mit Kulb erlaubt eine in schlechtem Zustand überlieferte Kirche, die im Hof des Tempels Bait al-Wali eingebaut war und in das 8. Jahrhundert datiert wird. Dieser Tempel aus Kalabscha wurde im Verlauf der UNESCO-Rettungsaktion in den 1960er Jahren nach Neu-Kalabscha in der Nähe von Assuan versetzt. Die Lehmziegelkirche besaß zwei Kuppeln, die größere hatte einen Fußdurchmesser von knapp sechs Meter. Die nachfolgend größte Kuppel der heute vom Nubia-See überfluteten Langhauskuppelkirche von Tamit maß 3,3 Meter und der Klosterkirche von ar-Ramal 3,1 Meter. Bis zu diesem Durchmesser waren die Kirchenbauten üblicherweise überkuppelt. Ein Vergleich mit Tamit bietet sich auch an, weil dort – für Nubien ungewöhnlich – im Dachaufbau die Vorstellung eines Zentralraums mit Kreuzarmen auftaucht.
Die in der Bauart eines nubischen Gewölbes gefertigte Kuppel war auf einer Konstruktion von acht gleichen Bögen errichtet, die den quadratischen Zentralraum in ein Oktogon verwandelten. Dies entspricht dem Prinzip des mittelbyzantinischen Achtstützenbaus. Mit dieser Konstruktion sind einige Kirchen auf den griechischen Inseln und die Kirche des Dayr al-Quşair („Maultierkloster“) wenige Kilometer südlich von Kairo verwandt. In Nubien gab es nur einige Übernahmen um Assuan. Keine andere Kirche in Nubien ist von der Tragkonstruktion der Kuppel mit der Kirche von Kulb vergleichbar. Die Kuppelform der später umgebauten „Kreuzförmigen Kirche“ in Alt Dunqula ist spekulativ.
Die Eckangleichung bis zu einem waagrechten, zylindrischen Aufsatz (Tambour) erfolgte über sphärische Pendentifs. Darüber wird zeichnerisch ein hoher Kuppelaufbau rekonstruiert. Weit häufiger als mit Pendentifs wurden solche „Innenkreiskuppeln“ in Nubien mit Trompen übergeleitet. Tamboure gab es – mit Ausnahme der Flusskirche von Kaw – ebenso wenig, da Zentralkuppeln durch quadratische Zwischenglieder erhöht wurden, auf denen sich die Kuppeln direkt aufbauten.
Adams datiert die Kirche nach Keramikfunden in das 12. bis 13. Jahrhundert. Peter Grossmann schließt sich dem aufgrund von Stilvergleichen an.